# Hildesheim Hauptbahnhof
Hildesheim Hauptbahnhof – stacja kolejowa w Hildesheim, w kraju związkowym Dolna Saksonia, w Niemczech. Znajduje się tu 5 peronów.